# Cratichneumon
Cratichneumon is een insectengeslacht dat behoort tot de orde van de vliesvleugeligen (Hymenoptera) en de familie van de gewone sluipwespen (Ichneumonidae). De wetenschappelijke naam werd gepubliceerd in 1893 door Carl Gustaf Thomson, die Cratichneumon oorspronkelijk beschouwde als een ondergeslacht van Ichneumon.
Cratichneumon is een omvangrijk en wijdverspreid geslacht. De Belgische Soortenlijst vermeldt deze soorten:
- Cratichneumon albifrons (Stephens, 1835)
- Cratichneumon albiscuta (Thomson, 1893)
- Cratichneumon armillatops Rasnitsyn, 1981
- Cratichneumon coruscator (Linnaeus, 1758)
- Cratichneumon culex (Müller, 1776)
- Cratichneumon dissimilis (Gravenhorst, 1829)
- Cratichneumon flavifrons (Schrank, 1781)
- Cratichneumon fugitivus (Gravenhorst, 1829)
- Cratichneumon luteiventris (Gravenhorst, 1820)
- Cratichneumon rufifrons (Gravenhorst, 1829)
- Cratichneumon semirufus (Gravenhorst, 1820)
- Cratichneumon sicarius (Gravenhorst, 1829)
- Cratichneumon versator (Thunberg, 1824)
- Cratichneumon viator (Scopoli, 1763)
- Cratichneumon vulpecula (Kriechbaumer, 1875)

## Soorten
- C. ablutus (Cresson, 1874)
- C. acronictae Heinrich, 1961
- C. albifrons (Stephens, 1835)
- C. albiscuta
- C. alternans (Provancher, 1882)
- C. amamioshimensis Uchida, 1956
- C. amecus (Cresson, 1874)
- C. amoenus Habermehl, 1916
- C. anisotae Heinrich, 1961
- C. annulatipes (Provancher, 1886)
- C. annulatus (Provancher, 1875)
- C. anotylus (Thomson, 1896)
- C. argemus Townes, Momoi & Townes, 1965
- C. arizonensis (Viereck, 1905)
- C. armillatops Rasnitsyn, 1981
- C. ashmeadi (Schulz, 1906)
- C. aspratilis Townes, Momoi & Townes, 1965
- C. astutus (Holmgren, 1868)
- C. austropiceipes Heinrich, 1971
- C. bifasciatus (Uchida, 1926)
- C. boreoalpinus Heinrich, 1961
- C. boreovagans Heinrich, 1962
- C. brevipennis (Cresson, 1864)
- C. broweri Heinrich, 1971
- C. carolinae Heinrich, 1971
- C. causticus (Cameron, 1885)
- C. citrinus (Cresson, 1874)
- C. coruscator (Linnaeus, 1758)
- C. culex (Muller, 1776)
- C. chishimanus Uchida, 1936
- C. davisi Bradley, 1904
- C. declinans (Kriechbaumer, 1897)
- C. demissus (Tosquinet, 1903)
- C. dissimilis (Gravenhorst, 1829)
- C. doliturus (Smith, 1874)
- C. duplicatus (Say, 1835)
- C. erythroscuta Heinrich, 1961
- C. excors Heinrich, 1977
- C. facetus (Cresson, 1867)
- C. ferrugops Heinrich, 1961
- C. flaschkai Heinrich, 1971
- C. flavifrons (Schrank, 1781)
- C. flavipectus (Provancher, 1879)
- C. flavomaculatus (Cameron, 1905)
- C. floridensis Heinrich, 1972
- C. fugitivus (Gravenhorst, 1829)
- C. georgius Heinrich, 1971
- C. hongawaensis Uchida, 1935
- C. horani Heinrich, 1973
- C. howdeni Heinrich, 1961
- C. infidus (Wesmael, 1848)
- C. insignitus (Costa, 1883)
- C. insolitus (Walker, 1874)
- C. insulae Heinrich, 1961
- C. interfector (Tischbein, 1868)
- C. involutus (Cresson, 1864)
- C. japonicus (Ashmead, 1906)
- C. jocularis (Wesmael, 1848)
- C. jozanensis (Uchida, 1927)
- C. kochiensis Uchida, 1935
- C. labiatus Townes, Momoi & Townes, 1965
- C. laevidorsis Roman, 1927
- C. lancea (Dalla Torre, 1901)
- C. leptocerus (Cameron, 1904)
- C. lesnei Seyrig, 1935
- C. levis (Cameron, 1906)
- C. louisianae Heinrich, 1977
- C. luteiventris (Gravenhorst, 1820)
- C. melanosomus (Kiss, 1929)
- C. merucapitis (Heinrich, 1968)
- C. naumanni Heinrich, 1971
- C. nikkoensis (Uchida, 1927)
- C. okamotoi Uchida, 1935
- C. orientalis (Rao, 1953)
- C. pallitarsis (Thomson, 1887)
- C. papilionariae (Uchida, 1924)
- C. paraparatus Heinrich, 1962
- C. parata (Say, 1829)
- C. parvulus (Kriechbaumer, 1887)
- C. pectoralis (Say, 1829)
- C. pertenuis Heinrich, 1961
- C. petulcus (Cresson, 1877)
- C. piceipes Heinrich, 1961
- C. pigeoti (Berthoumieu, 1914)
- C. pilosulus (Provancher, 1875)
- C. popofensis Ashmead, 1902
- C. pratincola Heinrich, 1952
- C. promptus (Cresson, 1877)
- C. proximus (Cresson, 1864)
- C. pseudanisotae Heinrich, 1961
- C. pteridis Townes, 1944
- C. pulcherrimus (Dalla Torre, 1901)
- C. puncticoxa Heinrich, 1961
- C. pygmaeus (Habermehl, 1925)
- C. remanens Heinrich, 1961
- C. ritus Heinrich, 1961
- C. rubricoides Heinrich, 1961
- C. rubricops Heinrich, 1961
- C. rubricus (Provancher, 1882)
- C. rufifrons (Gravenhorst, 1829)
- C. rufomaculatus (Cameron, 1903)
- C. russatus (Cresson, 1877)
- C. sahlbergi Hellen, 1951
- C. sanguineoplagiatus (Cameron, 1904)
- C. scitulus (Cresson, 1864)
- C. semirufus (Gravenhorst, 1820)
- C. sexarmillatus (Kriechbaumer, 1891)
- C. sicarius (Gravenhorst, 1829)
- C. signatipes (Cresson, 1867)
- C. spilomerus (Kriechbaumer, 1888)
- C. stenocarus (Thomson, 1887)
- C. suadus (Cresson, 1877)
- C. subfilatus Heinrich, 1961
- C. sublatus (Cresson, 1864)
- C. takomae Heinrich, 1961
- C. tibialis

Cratichneumon tibialis (Cameron) (Cameron, 1904)
Cratichneumon tibialis (Uchida) (Uchida, 1926)
- C. tyloidifer Heinrich, 1961
- C. unifasciatorius (Say, 1825)
- C. unificatus Tereshkin, 2003
- C. vaccinii Heinrich, 1961
- C. variegatus (Provancher, 1875)
- C. veraepacis (Cameron, 1885)
- C. versator (Thunberg, 1822)
- C. vescus (Provancher, 1877)
- C. viator (Scopoli, 1763)
- C. vinnulus (Cresson, 1864)
- C. vockerothi Heinrich, 1961
- C. vulpecula (Kriechbaumer, 1875)
- C. w-album (Cresson, 1864)
- C. yakutatensis Ashmead, 1902